# Xanthopimpla oriole
Xanthopimpla oriole (лат.) — вид перепончатокрылых наездников-ихневмонид рода Xanthopimpla из подсемейства Pimplinae (Ichneumonidae). 

## Распространение
Вьетнам (Phong Dien NR, Thua Thien-Hue Province).

## Описание
Среднего размера перепончатокрылые насекомые. Основная окраска жёлтая с небольшими чёрными пятнами. Длина тела 8,5 мм, переднего крыла 7,3 мм. Высота лица равна ширине; задний склон темени и затылочное поле полностью жёлтые; задние бёдра с крупной чёрной полосой сзади; задние голени с одной вершинной и одной предвершинной толстой щетинкой; тергиты метасом густо, тонко пунктированные; ножны яйцеклада в 0,33 раза больше задних голеней; яйцеклад прямой с семью вершинными гребнями. Лимонно-жёлтый наездник; усики темно-коричневые, наружная сторона скапуса и педицель жёлтые; глазковая область чёрная; среднеспинка с тремя сплошными чёрными пятнами медиально и чёрным пятном впереди щитика; тегула коричневая, сзади прозрачная; проподеум с чёрным пятном в первом латеральном поле; базальные 0,15 средней голени и основание средней базитарсуса чёрные; задняя нога с чёрным вертлугом, бедро с чёрной полосой на задней поверхности, голени с большими базальными, узкими апикальными чёрными перевязями, основание базитарсуса и пятый членик лапок чёрные; крылья прозрачные с затемненными краями, птеростигма и жилки темно-коричневые, кроме рёбер желтоватые; 1-й и 7-й тергиты с чёрными перевязями, 3-6-й тергиты с двумя чёрными пятнами. Предположительно, как и близкие виды паразитирует на гусеницах и куколках бабочек (Lepidoptera). Вид был впервые описан в 2011 году энтомологами из Вьетнама (Nhi Thi Pham; Institute of Ecology and Biological Resources, 18 Hoang Quoc Viet, Ханой, Вьетнам), Великобритании (Gavin R. Broad; Department of Entomology, Natural History Museum, Лондон, Великобритания), Японии (Rikio Matsumoto; Osaka Museum of Natural History, Осака, Япония) и Германии (Wolfgang J. Wägele; Zoological Reasearch Museum Alexander Koenig, Бонн, Германия). Xanthopimpla punctatissima сходен с видом Xanthopimpla flaviceps Townes & Chiu отличаясь наличием задних голеней только с одной предвершинной щетинкой (вместо 2-3), полностью жёлтой ареолы и нижней створки яйцеклада с семью апикальными гребнями (вместо четырех гребней).